# Kostel svatého Jakuba Staršího (Letařovice)
Filiální kostel sv. Jakuba Staršího v Letařovicích, patřící do farnosti Český Dub, je původně gotická stavba poprvé připomínaná roku 1363, zbarokizovaná v roce 1695. Z původního kostela se však zachovaly obvodové zdi ze druhé poloviny 14. století a zbytky středověkých nástěnných maleb. Ve 14. století byl kostel farním, zdejší farnost zanikla po roce 1623. V 70. letech 16. století byl kostel opatřen renesanční fasádou zdobenou psaníčkovými sgrafity.
Kolem kostela se rozprostírá hřbitov, kam byly pohřbíváni obyvatelé malých vesnic spadajících pod letařovickou lokálii – Hradčan, Letařovic, Trávníčku, Klamorny, Slavíkova, Dehtár, Chvalčovic a dalších. V rohu hřbitova se nachází kostnice s oltářem sestaveným z lidských lebek a kostí z konce 18. století. Kostel je chráněn jako kulturní památka České republiky.

## Interiér
Vzácným prvkem kostela je dřevěný kazetový strop složený z 91 čtvercových polí, z nichž 60 je vyzdobeno figurálními malbami neznámého lidového umělce z roku 1722, které zobrazují zejména legendu o sv. Jakubu Starším, ale také kostel sv. Jakuba ve Vídni, katedrálu sv. Jakuba Staršího ve španělském městě Santiago de Compostela a samotný kostel v Letařovicích. Původní oltář tvořený křídlovou archou z doby Vladislava Jagellonského s obrazem zasazeným do bohatě vyřezávaného rámu z počátku 18. století, který je mistrovskou prací z počátku 18. století, byl na začátku 20. století převezen do Národního muzea v Praze. V inventáři kostela byla i kamenná gotická křtitelnice. V roce 1733 nebo 1734 došlo k přístavbě hranolové věže se zvonicí. Kostelní varhany postavil roku 1875 Josef Prediger, romantizované 1890 Josefem Kobrlem.

## Současnost
V roce 2001 byla obnovena tradice zdejších svatojakubských poutí, které se konají na malém prostranství před vstupem na hřbitov. V roce 2007 byl kostel vyloupen, odcizeny byly dřevěné pozlacené ozdoby z hlavního oltáře a část dřevěné kazatelny.
Duchovní správci kostela jsou uvedeni na stránce: Římskokatolická farnost – děkanství Český Dub.

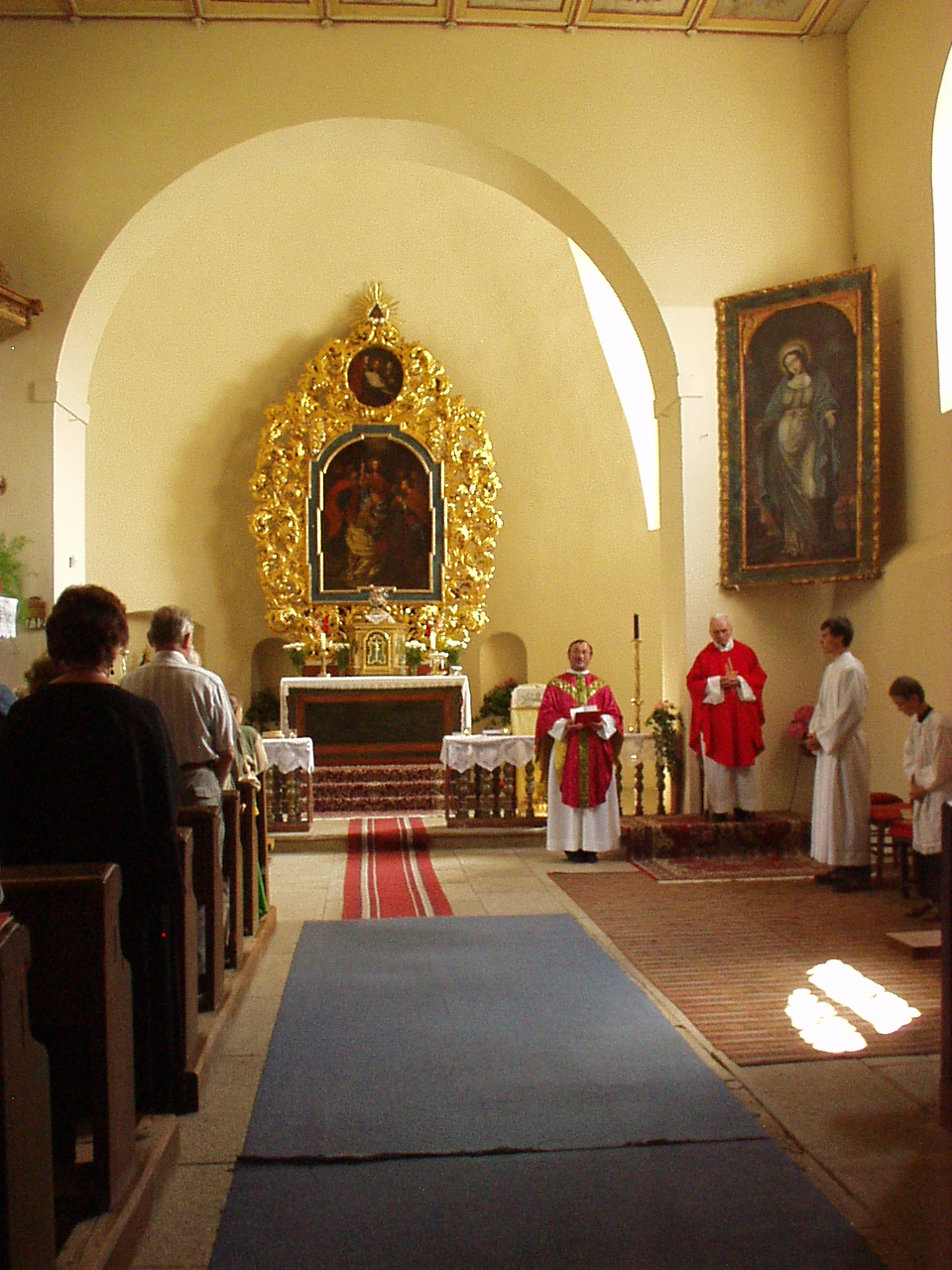
Mše při Letařovické pouti
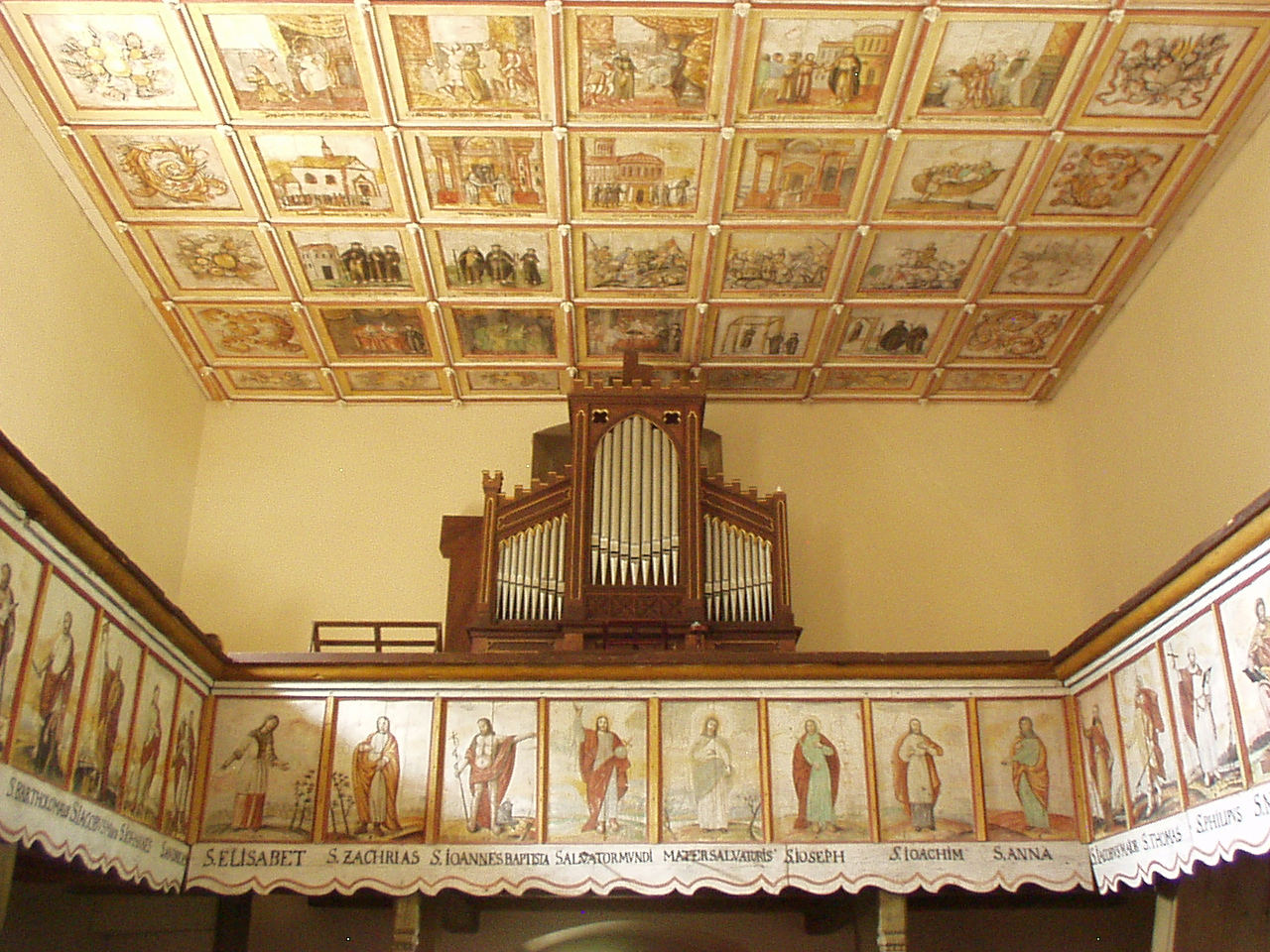
Interiér kostela s varhany a kazetovým stropem
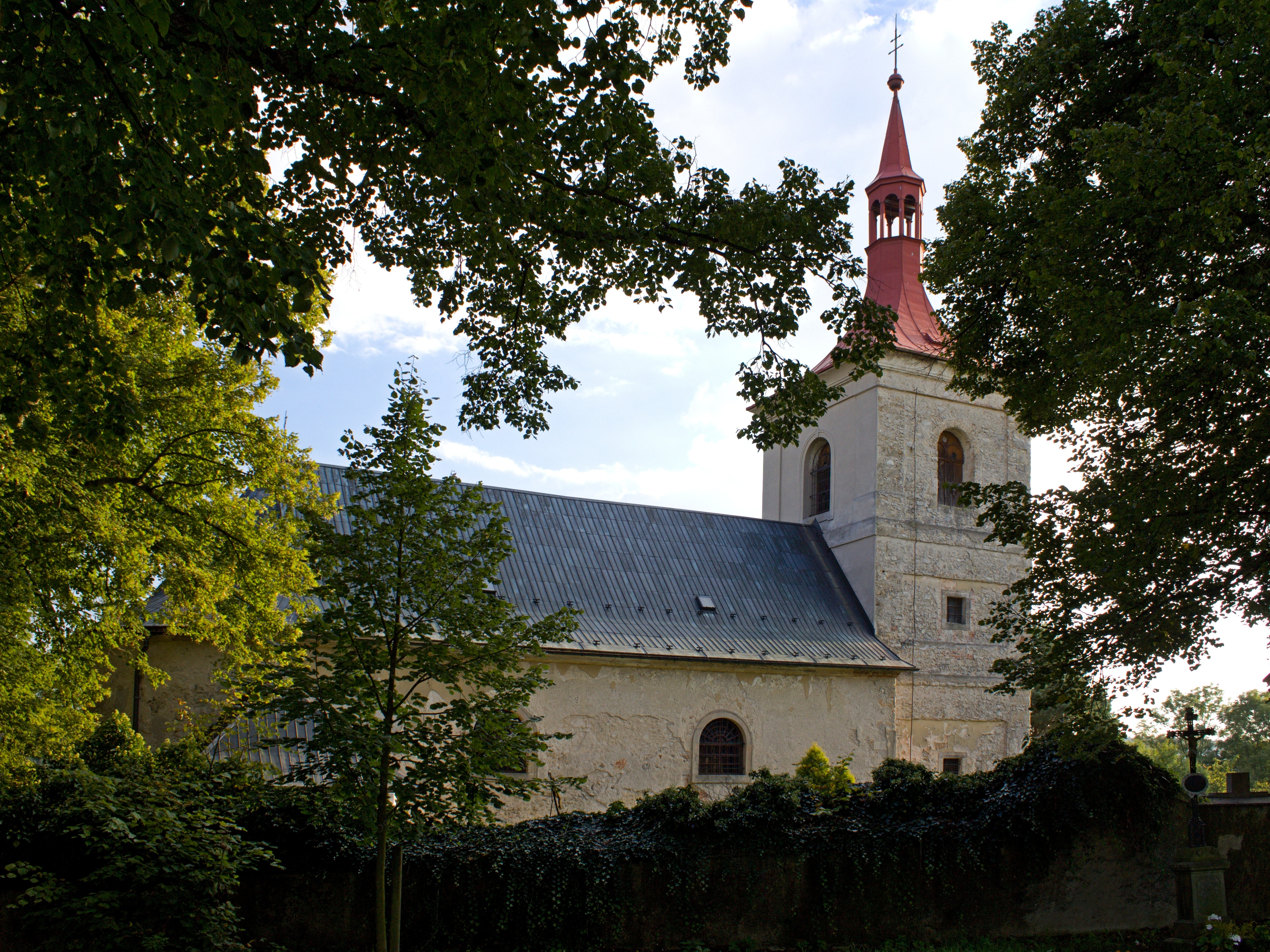
Exteriér kostela
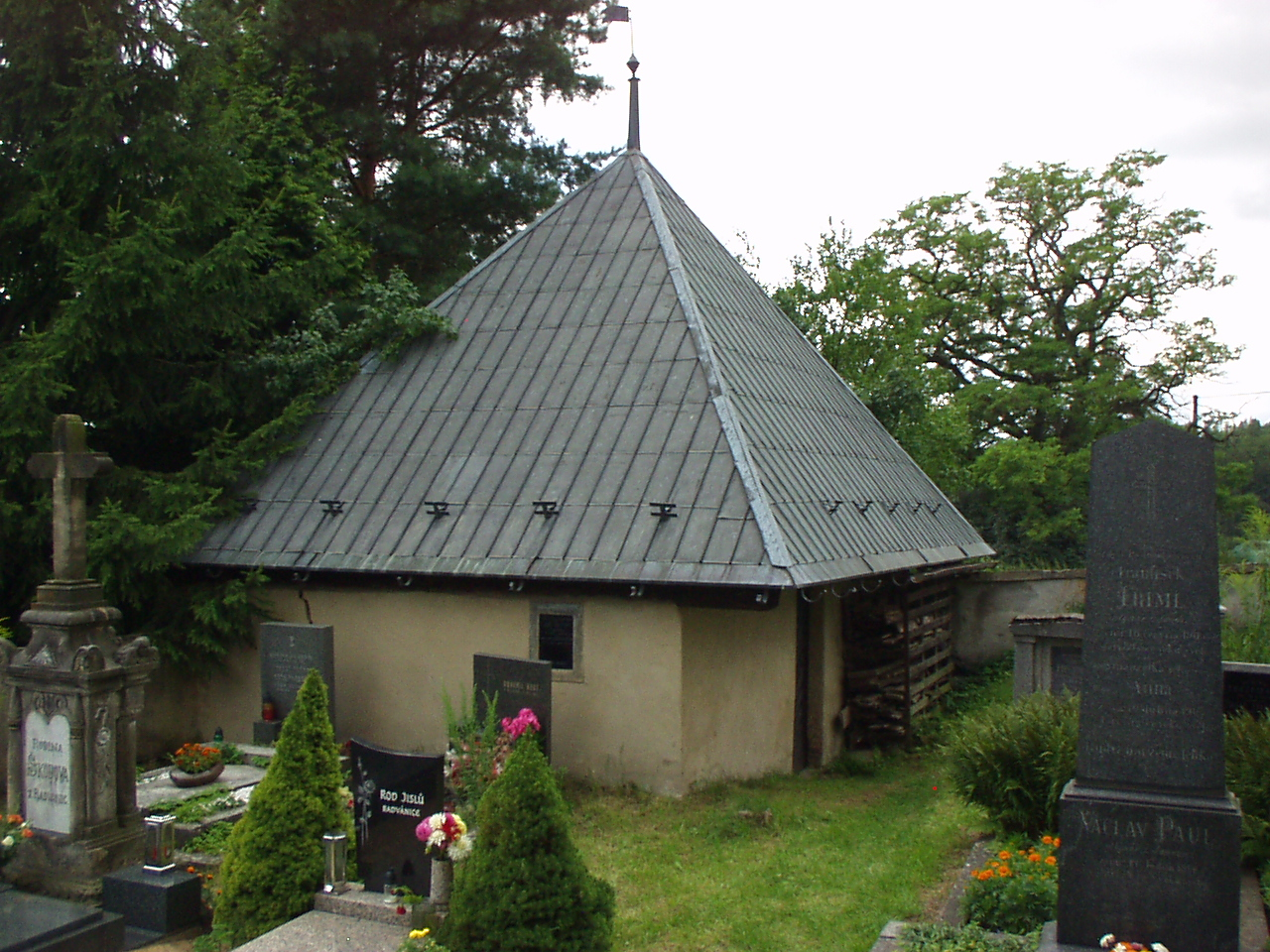
Kostnice
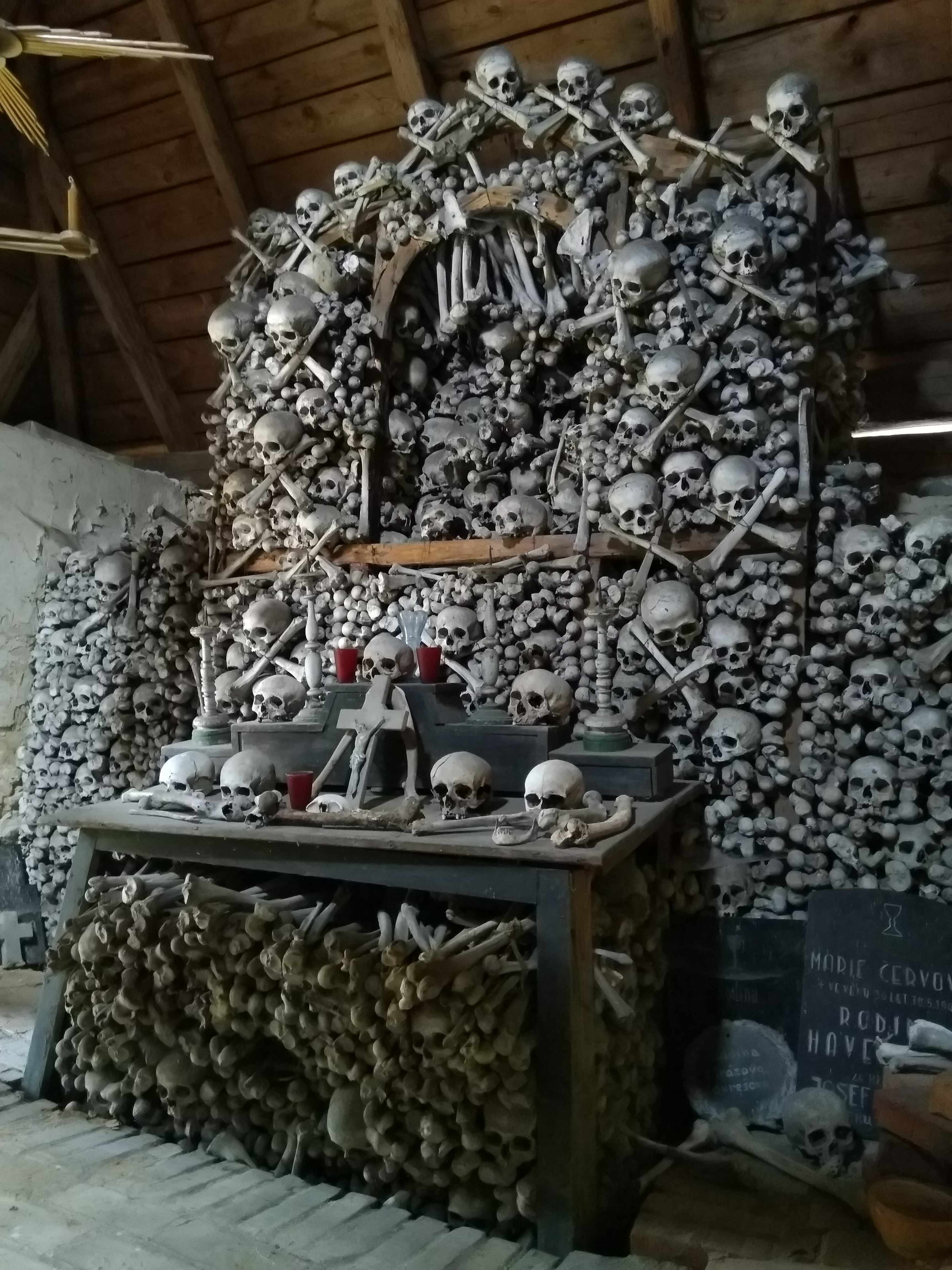
Oltář v kostnici